# Laetesia oceaniae
Laetesia oceaniae là một loài nhện trong họ Linyphiidae.
Loài này thuộc chi Laetesia. Laetesia oceaniae được Lucien Berland miêu tả năm 1938.